# Kulung
Die Sprache Kulung (auch bakuli, bakulu, bakulung, bambur, kukulung, kulu, kuluno, wo und wurkum genannt; ISO 639-3: bbu) ist eine jarawoide Sprache aus der Sprachfamilie der Niger-Kongo-Sprachen, die von insgesamt 15.000 Personen im nigerianischen Bundesstaat Taraba gesprochen wird.
Die Sprache wird von verschiedenen Stammesorganisationnen des gleichnamigen Clans verwendet (Bambur, Balassa, Banyam und Bamingun) und zählt zur Sprachgruppe der bantoiden Sprachen.
Die Zahl der Sprecher ist im Sinken begriffen, da die Sprecher immer mehr dazu übergehen, die Amtssprache Englisch zu übernehmen und sie als Muttersprache den jüngeren Generationen weiterzugeben.